# Pultenaea cunninghamii
Pultenaea cunninghamii är en ärtväxtart som först beskrevs av George Bentham, och fick sitt nu gällande namn av Herbert Bennett Williamson. Pultenaea cunninghamii ingår i släktet Pultenaea och familjen ärtväxter. Inga underarter finns listade i Catalogue of Life.